# لوروا لويس
لوروا لويس (بالإسبانية: Leroy Sherrier Lewis)‏ هو مدرب كرة قدم ولاعب كرة قدم كوستاريكي، ولد في 29 مايو 1945 في ليمون في كوستاريكا، وتوفي في 13 سبتمبر 2021. لعب مع الرابطة الرياضية في ليمون.